# 容琼县
容琼县，中国古县名。
唐朝贞观十三年（639年）置，治所在今海南省海口市琼海区西，属琼州。贞元七年（791年）废。 